# Bonifacius Cornelis de Jonge

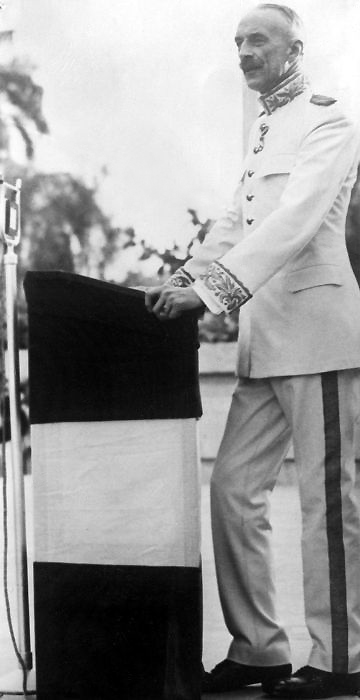
Bonifacius Cornelis de Jonge

Jonkheer Bonifacius Cornelis de Jonge (* 22. Januar 1875 in Den Haag; † 24. Juni 1958 in Zeist, Provinz Utrecht) war ein Politiker der Christelijk-Historische Unie (CHU), der unter anderem zwischen 1917 und 1918 Kriegsminister sowie 1918 kurzzeitig kommissarischer Marineminister im Kabinett Cort van der Linden war. Nach einer mehrjährigen Tätigkeit bei der Erdölgesellschaft BPM (Bataafse Petroleum Maatschappij) war er von 1931 bis 1936 Generalgouverneur von Niederländisch-Indien. Er empfing in dieser Funktion zweimal den Vorsitzenden der nationalsozialistischen Nationaal-Socialistische Beweging (NSB) und ergriff energische Maßnahmen gegen die indigene Opposition. Jan De Quay wünschte sich ihn 1940 als „starken Mann“ der Kollaborationsbewegung Nederlandsche Unie.

## Leben

### Familiäre Herkunft, Beamter und Minister im Kabinett Cort van der Linden
Bonifacius Cornelis de Jonge war eines von elf Kindern von Bonifacius Cornelis de Jonge (1834–1907), der unter anderem zwischen 1883 und 1904 Richter am Hohen Rat der Niederlande (Hoge Raad der Nederlanden) war, dem Obersten Gerichtshof, und dessen Ehefrau Elisabeth Henriëtte Maria Philipse (1839–1927). Sein Großvater väterlicherseits war der Historiker und Archivar Johannes Cornelis de Jonge (1793–1853), während einer seiner Onkel der Archivar Johan Karel Jakob de Jonge (1828–1880) war. Seine Mutter war eine Cousine von Otto Jacob Eifelanus Baron van Wassenaer van Catwijck, der sowohl Mitglied der Zweiten Kammer als auch der Ersten Kammer der Generalstaaten war. Er war zunächst als Beamter tätig und wurde 1917 Mitglied Christelijk-Historische Unie (CHU).
Durch Königlichen Beschluss vom 13. Juni 1917 wurde de Jonge als Nachfolger von Konteradmiral Jean Jacques Rambonnet zum 15. Juni 1915 zum Kriegsminister (Minister van Oorlog) im Kabinett Cort van der Linden ernannt und bekleidete diese Funktion bis zum Ende der Amtszeit des Kabinetts am 9. September 1918. Nach dem Rücktritt von Konteradmiral Rambonnet fungierte er zudem vom 28. Juni bis zum 9. September 1918 als kommissarischer Marineminister (Minister van Marine ad interim) im Kabinett Cort van der Linden. 1918 geriet er in Konflikt mit Oberbefehlshaber der Land- und Seestreitkräfte General Cornelis Jacobus Snijders, der der Meinung war, die Niederlande gegen eine mögliche deutsche Invasion zu verteidigen, sei sinnlos. Königin Wilhelmina weigerte sich jedoch, den Rücktritt von Snijders zu akzeptieren, obwohl das gesamte Kabinett De Jonge unterstützte.

### Wirtschaftsmanager und Generalgouverneur von Niederländisch-Indien

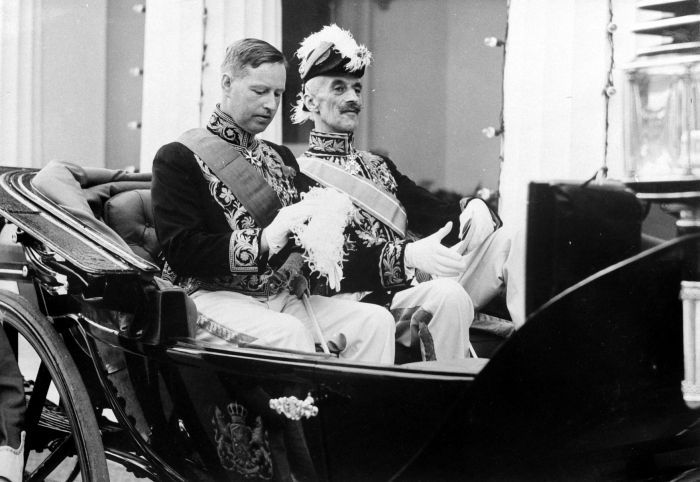
De Jonge (rechts) mit seinem Nachfolger als Generalgouverneur von Niederländisch-Indien, Alidius Warmoldus Lambertus Tjarda van Starkenborgh Stachouwer (1936).

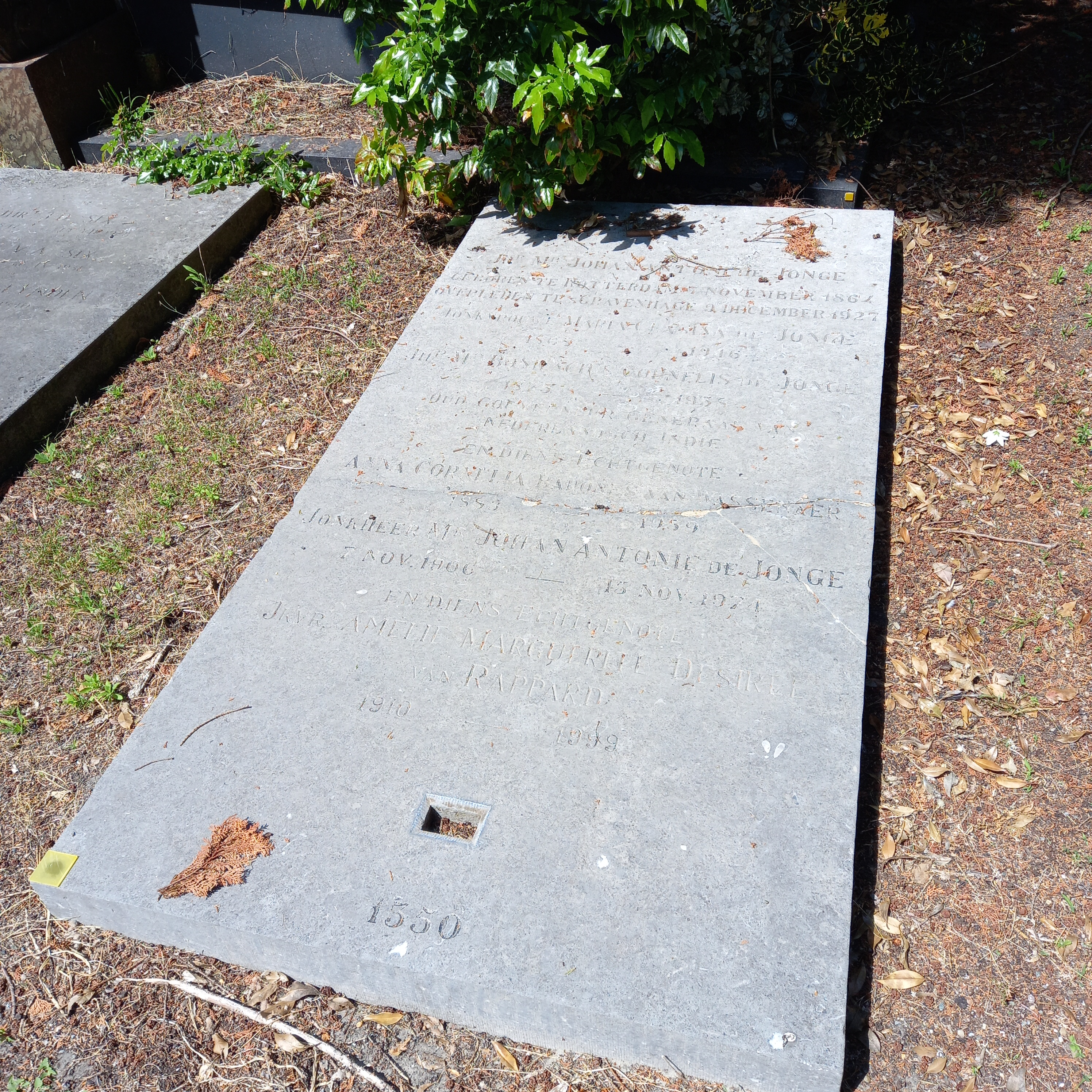
Grabstätte von Bonifacius Cornelis de Jonge auf dem Friedhof Oud Eik en Duinen in Den Haag.

Nach Kriegsende lehnte er am 12. Januar 1920 die Übernahme des Amtes des Kriegsministers im Kabinett Ruijs de Beerenbrouck I ab. Er war von April bis November 1921 Mitglied des Vorstandes der Koninklijke Nederlandsche Petroleum Maatschappij (KNPM) in London und danach langjähriger Mitarbeiter der Erdölgesellschaft BPM (Bataafse Petroleum Maatschappij), einer Tochtergesellschaft der KNPM. Er bekleidete zwischen dem 1. November 1921 und September 1931 kein politisches Amt und lehnte im August 1922 erneut die Übernahme der Ämter als Kriegs- und Marineminister im ersten Kabinett Ruijs de Beerenbrouck ab. 1924 lehnte er das Amt als Kommissar der Königin in der Provinz Utrecht ebenso ab wie 1928 die Ernennung zum Bürgermeister von Rotterdam.
Durch Königlichen Erlass vom 8. Mai 1931 wurde Bonifacius Cornelis de Jonge zum Generalgouverneur von Niederländisch-Indien ernannt und trat dieses Amt am 12. September 1931 als Nachfolger von Andries Cornelis Dirk de Graeff offiziell an. Er bekleidete das Amt des Generalgouverneurs bis zum 16. September 1936, woraufhin Alidius Warmoldus Lambertus Tjarda van Starkenborgh Stachouwer ihn ablöste. Er empfing in dieser Funktion im August 1935 zweimal den Vorsitzenden der nationalsozialistischen Nationaal-Socialistische Beweging (NSB). Andererseits ergriff er energische Maßnahmen gegen die indigene Opposition und ließ deren prominente Führer wie Sukarno, Mohammad Hatta und Sutan Syahrir im Straflager Boven-Digoel in Neuguinea internieren.
Nach seiner Rückkehr ließ er sich auf seinem Landsitz Dennenoord bei Oosterbeek nieder und wurde 1939 Mitglied des Aufsichtsrates der privaten Bankhauses Mendelssohn & Co. in Amsterdam. Er war zudem 1940 Vorsitzender des Nationalen Einheitskomitees. Jan De Quay wünschte sich ihn 1940 als „starken Mann“ der Kollaborationsbewegung Nederlandsche Unie. Bei der Schlacht um Arnheim im Juli 1944 wurde Oosterbeek von der British Army eingenommen und sein Besitz bei den Kämpfen zum Teil schwer beschädigt. Für seine langjährigen Verdienste erhielt das Großkreuz des Ordens von Oranien-Nassau und wurde zudem Kommandeur des Ordens vom Niederländischen Löwen.
Aus seiner am 5. Juli 1904 geschlossenen Ehe mit Anna Cornelia Baroness van Wassenaer (1883–1959) gingen die vier Kinder Bonifacius Cornelis de Jonge (1905–1966), Johan Antonie de Jonge (1906–1974), Maria Adriana de Jonge (1908–unbekannt) und Adrienne Justine Civile de Jonge (1912–unbekannt) hervor. Sein Schwager Jules Cornelis Graf van Randwijck war zwischen 1912 und 1940 sowie erneut 1945 Bürgermeister von Amersfoort.